# Shōnen no Abyss
Shōnen no Abyss (Nhật: 少年のアビス Hepburn: Shōnen no Abisu) là một sêri manga dài tập viết và minh họa bởi Minenami Ryō. Nó đã được đăng nhiều kỳ trên tạp chí Tuần san Young Jump của Shueisha kể từ tháng 2 năm 2020 đến tháng 7 năm 2024, với các chương của nó được tập hợp thành 18 tập tankōbon tính đến tháng 10 năm 2024. Một phim truyền hình chuyển thể từ người thật đóng được phát sóng từ tháng 9 đến tháng 10 năm 2022.

## Cốt truyện
Kurose Reiji sống với anh trai, mẹ làm y tá và bà ngoại ở một thị trấn nông thôn. Cậu là bạn thơ ấu của Akiyama Sakuko. Một ngày, Reiji gặp Aoe Nagi, một thành viên của nhóm nhạc thần tượng Acrylic người đang làm nhân viên cửa hàng tiện lợi. Nagi nói với Reiji về một nơi trong thị trấn được gọi là 'Vực thẳm tình nhân', nơi được xem như là nơi những người yêu nhau tự sát. Reiji và Nagi định tự tử nhưng không thành, Reiji được cứu bởi giáo viên của mình là Shibasawa Yuri, cô sau đó đã thề sẽ bảo vệ cậu.

## Nhân vật
Kurose Reiji (黒瀬 令児)
Thủ vai bởi: Towa Araki
Nhân vật chính, dự định rời khỏi thị trấn nhưng bị mâu thuẫn bởi hoàn cảnh mà cậu phải đối mặt. Cậu đang cân nhắc việc học đại học ở Tokyo.
Aoe Nagi (青江 ナギ)
Thủ vai bởi: Hinako Kitano
Một thành viên của nhóm nhạc thần tượng Acrylic, cô đã tạm ngừng hoạt động và chuyển đến thị trấn của Reiji, làm nhân viên cửa hàng tiện lợi. Cô đã kết hôn với Esemori Kosaku. Sau khi tự tử không thành, cô bỏ việc và trở về Tokyo để tiếp tục các hoạt động thần tượng của mình.
Akiyama Sakuko (秋山 朔子)
Thủ vai bởi: Miyu Honda
Bạn thời thơ ấu của Reiji đang học tại một trường tư thục nữ sinh và đang nhắm đến việc học đại học ở Tokyo. Cô muốn trở thành một tác giả, đặc biệt ngưỡng mộ tác phẩm của Esemori, và là một fan hâm mộ của nhóm nhạc thần tượng Acrylic. Biệt danh của cô là Chako (チャコ) vì ngoại hình mũm mĩm. Cô đề nghị trở thành biên tập viên của Esemori nhưng sau đó kết thúc thỏa thuận sau khi ông cố gắng quấy rối cô.
Shibasawa Yuri (柴沢 由里)
Lồng tiếng bởi: Yōko Hikasa (PV)
Thủ vai bởi: Rena Matsui
Giáo viên của Reiji, cô dường như đã nảy sinh tình cảm với cậu và mong muốn bảo vệ cậu, đến mức để cậu  ở lại nhà mình. Cô từng là một nhà vô địch bóng bàn trong những năm học trung học của mình.
Minegishi Gen (峯岸 玄)
Thủ vai bởi: Natsuki Hori
Bạn thơ ấu của Reiji và Sakuko, có gia đình sở hữu và điều hành một công ty xây dựng.
Kurose Yūko (黒瀬 夕子)
Thủ vai bởi: Reiko Kataoka
Mẹ của Reiji, làm y tá tại bệnh viện địa phương. Cô đã tách khỏi cha của Reiji trước các sự kiện của bộ truyện và đang bí mật làm tình với cha của Gen. Cô học cùng trường trung học với Esemori và được cho là từng có một mối quan hệ lãng mạn với ông.
Esemori Kōsaku (似非森 耕作)
Thủ vai bởi: Sōkō Wada
Một tác giả nổi tiếng và là chồng của Nagi, người đã chuyển về quê để chăm sóc mẹ. Ông được cho là từng có một mối quan hệ lãng mạn với Yuko, người học cùng trường với mình. Tên thật của ông là Nozoe Akira (野添 旭).

## Truyền thông

### Manga
Được viết và minh họa bởi Minenami Ryō, Shōnen no Abyss bắt đầu đăng nhiều kỳ trên tạp chí Tuần san Young Jump của Shueisha vào ngày 27 tháng 2 năm 2020; đến 25 tháng tháng 7 năm 2024 nó đã được biên soạn thành mười tám tập tankōbon tính tới ngày 18 tháng 10 năm 2024.
Vào tháng 6 năm 2022, Viz Media thông báo rằng họ đã cấp phép xuất bản tiếng Anh cho bộ truyện này.

#### Danh sách tập
| - 1. "A Boy In Town" (その町の少年 Sono Machi no Shōnen) - 2. "Secret Date" (お忍びデート Oshinobi Dēto) - 3. "Nagi Aoe" (青江ナギ Aoe Nagi) - 4. "Someone In The Way" (邪魔者 Jamamono) | - 5. "That Man" (件の男 Kudan no Otoko) - 6. "Mad Dash" (疾走 Shissō) - 7. "Abyss" (深淵 -アビス- Shin'en -Abisu-) |

| - 8. "What Happened That Night" (その夜の出来事 Sono Yoru no Dekigoto) - 9. "The Typhoon Arrives" (あらしのよるに Arashi no Yoru ni) - 10. "High School Teacher" (高校教師 Kōkō Kyōshi) - 11. "The Typhoon Passes" (台風一過 Taifū Ikka) - 12. "An Adult In Town" (その町の大人 Sono Machi no Otona) | - 13. "Setting Sun" (落日 Rakujitsu) - 14. "Red Spider Lily" (ヒガンバナ Higanbana) - 15. "Ambush" (まちぶせ Machibuse) - 16. "Dark Night" (暗夜 An'ya) - 17. "Cemetery Hill" (墓のある丘 Haka no Aru Oka) |

| - 18. "Waiting On The New Moon" (朔に待つ Tsuki ni Matsu) - 19. "Seducer" - 20. "Confession" (告解 Kokkai) - 21. "A Happy Future" (未来のある幸福 Mirai no Aru Kōfuku) - 22. "Light" (光 Hikari) | - 23. "Hatred" (嫌悪 Ken'o) - 24. "A Quiet Night" (静の夜 Sei no Yoru) - 25. "Renewed Desire" (再びの欲望 Futatabi no Yokubō) - 26. "Lover's Abyss" (情死ヶ淵 Jōshigafuchi) - 27. "Dirtied Sorrow" (汚れた悲しみ Yogoreta Kanashimi) |

| - 28. "An Outsider's Soliloquy" (部外者の独白 Bugaisha no Dokuhaku) - 29. "Illusion Of Death" (幻想の死 Gensō no Shi) - 30. "Contract" (契約 Keiyaku) - 31. "Years And Years" (積年 Sekinen) - 32. "Decision" (決断 Ketsudan) | - 33. "Two Fences" (2つの囲い Futatsu no Kakoi) - 34. "Return" (回帰 Kaiki) - 35. "A Night With Mom" (母と夜と Haha to Yoru to) - 36. "Date" (デート Dēto) - 37. "A Guide" (指導者 Shidōsha) |

| - 38. "Hand Of Salvation" (救いの手 Sukui no Te) - 39. "Lifeline" (よすが Yosuga) - 40. "Lamplight" (灯火 Tōka) - 41. "Drowned Body" (水死体 Suishitai) - 42. "Bubble" (泡沫 Utakata) | - 43. "Criminal" (咎人 Toganin) - 44. "Means" (手段 Shudan) - 45. "The Holy Mother From That Meeting" (その町の聖母 Sono Machi no Seibo) - 46. "Secret Meeting" (密会 Mikkai) - 47. "From the End" (果てより Hate yori) |

| - 48. "The Boy Who Came To Town" (その町に来た少年 Sono Machi ni Kita Shōnen) - 49. "Waiting For Spring" (春を待つ Haru o Matsu) - 50. "First Love" (初恋 Hatsukoi) - 51. "A Heroine In Hell" (少女と修羅 Shōjo to Shura) - 52. "Rift" (罅 Hibi) | - 53. "Maneuvering" (蠢動 Shundō) - 54. "Farce" (茶番 Chaban) - 55. "Embrace" (抱擁 Hōyō) - 56. "Bonds" (絆 Kizuna) - 57. "Death" (死 Shi) |

| - 58. "Cradle" (ゆりかご Yurikago) - 59. "The Boy's Sin" (少年の罪 Shōnen no Tsumi) - 60. "Hollow" (虚 Uro) - 61. "Hollow Victor" (虚しき勝者 Munashiki Shōsha) - 62. "Swallowed By The Town" (町に沈む Machi ni Shizumu) - 63. "Twilight" (黄昏 Tasogare) | - 64. "The Boy's Curse" (少年の呪詛 Shōnen no Juso) - 65. "Moonlight" (月光 Gekkō) - 66. "Hand" (手 Te) - 67. "For Your Sake" (きみのために Kimi no Tame ni) - 68. "Gravekeeper's Confession" (墓守の告白 Hakamori no Kokuhaku) |

| - 69. "Chalice of Iniquity" (罪悪の杯 Zaiaku no Hai) - 70. "A Town Frozen" (凍てる町 Iteru Machi) - 71. "She Who Laughs" (笑う女 Warau Onna) - 72. "You Good?" (「元気?」 "Genki?") - 73. "Our Failures" (ボクたちの失敗 Boku-tachi no Shippai) | - 74. "Kindred Spirits" (似たもの同士 Nitamono Dōshi) - 75. "Reformation" (改心 Kaishin) - 76. "Key" (鍵 Kagi) - 77. "Suffocating Brother" (窒息する兄弟 Chissoku Suru Kyōdai) - 78. "Childhood Friends" (幼馴染 Osananajimi) |

| - 79. "Since That Day" (あの日から... Ano Hi kara...) - 79.5. "Sensei Extra Chapter" - 80. "The Room Of Answers" (正解の部屋 Seikai no Heya) - 81. "A Woman of This Town" (この町の女 Kono Machi no Onna) - 82. "Silently..." (しんしんと... Shinshin to...) - 83. "A Dark Gray Town" (鈍色の町 Nibiiro no Machi) | - 84. "Beautiful, Fleeting, Dark and Cold" (美しくて儚くて暗くて冷たい Utsukushikute Hakanakute Kurakute Tsumetai) - 85. "Goodbye Adults" (さよなら、オトナたち Sayonara, Otona-tachi) - 86. "The Teens from That Town" (あの町の少年たち Ano Machi no Shōnen-tachi) - 86.5. "I Was Born and Raised In Tokyo, and I Still Live There" - 87. "Before and After the Dream" (夢のあとさき Yume no Atosaki) - 88. "Old Acquaintance" (旧知 Kyūchi) |

| - 89. "The Mother and The Son's Abyss" (母と子のアビス Haha to Ko no Abisu) - 90. "Tale in the Night" (夜に語る Yoru ni Kataru) - 91. "The Day Before the Storm" (嵐の前日 Arashi no Zenjitsu) - 92. "Festival" (祭り Matsuri) - 93. "In The End" (挙句 Ageku) | - 94. "The Girl Laughs Gracefully" (少女は嫋やかに笑う Shōjo wa Taoyaka ni Warau) - 95. "Festival of Portents" (痕の祭り Ato no Matsuri) - 96. "Scattering First Love" (散りゆく初恋 Chiri Yuku Hatsukoi) - 97. "On the Night of the Eve" (イヴの夜 Ivu no Yoru) - 98. "Shimmering Heat" (陽炎 Kagerō) |

| - 99. "The Midnight Disease" (筆が走る Fude ga Hashiru) - 100. "Sublimation" (昇華 Shōka) - 101. "Impatience and, Rain" (焦燥と、雨 Shōsō to, Ame) - 102. "Amid the Overflowing Water" (溢れる水の中で Afureru Mizu no Naka de) - 103. "Karma" (業-カルマ- Gō -Karuma-) | - 104. "Muddied Waters" (濁流 Dakuryū) - 105. "Devil" (悪魔 Akuma) - 106. "Saying Goodbye to That Town" (町との別れ Machi to no Wakare) - 107. "Reiji" (レイジ Reiji) - 108. "A Fish Tank of Eternal Recurrence" (永劫回帰の水槽 Eigōkaiki no Suisō) |

| - 109. "Farewell to the Novelist" (小説家との別れ Shōsetsuka to no Wakare) - 110. "The Kurose Family" (黒瀬家 Kurose-ke) - 111. "The Opposing Shore" (対岸 Taigan) - 112. "Patch" (鎹 Kasugai) - 113. "The Ocean" (海 Umi) | - 114. "Twin Angels of Death" (二人の死神 Futari no Shinigami) - 115. "Brother" (お兄ちゃん Oniichan) - 116. "Dawn" (夜明け Yoake) - 117. "Dregs" (澱 Ori) - 118. "Vortex" (渦 Uzu) |

| - 119. "Cornered Rat" (窮鼠 Kyūso) - 120. "People Come, People Go" (去る者、来る者 Saru Mono, Kuru Mono) - 121. "Embraced" (抱かれて Idakarete) - 122. "Together Again" (また、一緒 Mata, Issho) - 123. "An Antlion's Home, An Ant's Hell" (蟻地獄 Arijigoku) - 124. "Sunset" (日没 Nichibotsu) | - 125. "Teacher and Student" (先生と生徒 Sensei to Seito) - 126. "The Line" (境界 Kyōkai) - 127. "Aimless Love" (彷徨う愛 Samayou Ai) - 128. "Where Gen Minegishi Waits" (峰岸玄のいる場所 Minegishi Gen no Iru Basho) - 129. "I'll Wait for You Forever" (いつまでもキミを待つ Itsumademo Kimi o Matsu) |

| - 130. "Silent River" (沈黙の川 Chinmoku no Kawa) - 131. "Nothing" (無 Mu) - 132. "The Rising Sun Inevitably Falls" (日はまた昇る、沈むために Hi wa Mata Noboru, Shizumu tame ni) - 133. "Girls" (少女たち Shōjo-tachi) - 134. "Questions" (質疑 Shitsugi) - 135. "Anger" (怒り Ikari) | - 136. "Bewilderment" (惑い Madoi) - 137. "Severance" (断絶 Danzetsu) - 138. "A Fading Person" (消えゆく人 Kieyuku Hito) - 139. "Too Late Now" (いまさら Imasara) - 140. "Utter Contempt" (心底からの軽蔑を Shinsoko kara no Keibetsu o) |

| - 141. "Building Bridges" (橋渡し Hashiwatashi) - 142. "Truth and Fiction" (嘘と本当 Uso to Hontō) - 143. "A Perfect Story" (上出来の物語 Jōdeki no Monogatari) - 144. "Heroine" (主人公 Hiroin) - 145. "A Letter from Akira Nozoe" (野添旭からの手紙 Nozoe Asahi Kara no Tegami) | - 146. "Eyes" (目 Me) - 147. "Husband and Wife" (夫婦 Fūfu) - 148. "What's Wrong with Love?" (愛で悪いか Ai de Warui ka) - 149. "Downfall" (瓦解 Gakai) - 150. "Birthday" (バースデイ Bāsudei) |

| - 151. Yume Maboroshi (夢幻 Yume Maboroshi) - 152. Kara no yoru (空の夜 Kara no yoru) - 153. Menkai (面会 Menkai) - 154. Kiri no Naka (霧の中 Kiri no Naka) - 155. Akkenaku (あっけなく Akkenaku) | - 156. Chi no Kyōdai (血の兄弟 Chi no Kyōdai) - 157. Shōshitsu (消失 Shōshitsu) - 158. Yukue (行方 Yukue) - 159. Shinigami to Oni (死神と鬼 Shinigami to Oni) - 160. Negai (願い Negai) |

| - 161. Kondaku (混濁 Kondaku) - 162. Kigeki (喜劇 Kigeki) - 163. Jōryū (上流 Jōryū) - 164. Kage (影 Kage) - 165. Kidzuki (気づき Kidzuki) - 166. Tesaguri (手探り Tesaguri) | - 167. On'na to Kodomo (女と子供 On'na to Kodomo) - 168. Suisō no Futari (水槽の二人 Suisō no Futari) - 169. Sono Machi no Shōjo (その町の少女 Sono Machi no Shōjo) - 170. Kokuhaku (告白 Kokuhaku) - 171. Noroi (詛 Noroi) - 172. Saigo no Negai (最後の願い Saigo no Negai) |

| - 173. Tadashī Inochi no hi (正しい命の火 Tadashī Inochi no hi) - 174. Kyōhan (共犯 Kyōhan) - 175. Yuusui (誘水 Yuusui) - 176. Kaihō (解放 Kaihō) - 177. Bukimina Shōnen (不気味な少年 Bukimina Shōnen) - 178. Ōjōgiwa no Saikai (往生際の再会 Ōjōgiwa no Saikai) | - 179. Anata (あなた Anata) - 180. Anata ga Kyō o Ikite iru to iu Koto (あなたが今日を生きているということ Anata ga Kyō o Ikite iru to iu Koto) - 181. Nukarumi (泥濘 Nukarumi) - 182. Dare mo Inai (誰もいない Dare mo Inai) - 183. Sono Machi no, Shōnen Shōjodatta-sha-tachi (その町の、少年少女だった者たち Sono Machi no, Shōnen Shōjodatta-sha-tachi) |

### Live-action
Một bộ phim truyền hình live-action chuyển thể đã được công bố vào ngày 27 tháng 7 năm 2022. Nó được đạo diễn bởi Misato Kato với kịch bản của Kyoko Inukai và Towa Araki đảm nhận vai chính. Bộ phim được phát sóng trên khối truyền hình Drama Tokku của MBS TV từ ngày 2 tháng 9 đến ngày 21 tháng 10 năm 2022. RIM biểu diễn ca khúc mở đầu "Inner Child" (インナアチャイルド In'nāchairudo), còn SpendyMily biểu diễn ca khúc kết thúc "Iris".

## Đón nhận
Vào năm 2021, bộ truyện được xếp ở vị trí thứ 11 trong Tsugi ni kuru Manga Taishō lần thứ 7 ở hạng mục bản in. Tính đến tháng 7 năm 2022, bộ truyện đã có hơn một triệu bản được lưu hành.